# オッタヴィア・ピッコロ
オッタヴィア・ピッコロ（Ottavia Piccolo, 1949年10月9日 - ）は、イタリアの女優。

## 人物
ボルツァーノに生まれる。1962年にデビューし、マウロ・ボロニーニ作品の『わが青春のフロレンス』で、第23回カンヌ国際映画祭の女優賞、ナストロ・ダルジェント主演女優賞を受賞する。その後も若手の演技派として多くの作品に出演した。

## 主な出演作品
- 山猫 Il Gattopardo (1963)
- わが青春のフロレンス Metello (1970)
- 愛すれど哀しく Bubu (1971)
- 帰らざる夜明け La Veuve Couderc (1971)
- レオナルド・ダ・ビンチの生涯 La vita di Leonardo Da Vinci (1971) テレビシリーズ
- 家庭教師 La Cosa Buffa (1974)
- アラン・ドロンのゾロ Zorro (1975)
- パルムの僧院 La Chatreuse de Parme (1977)
- ラ・ファミリア La Famiglia (1987)
- ファンタスティック・ロマンス Growing Up (1988)